# Lebutu (Ort, Bereleu)
Lebutu (Leubutu) ist eine osttimoresische Siedlung im Suco Bereleu (Verwaltungsamt Lequidoe, Gemeinde Aileu).

## Geographie und Einrichtungen
Das Dorf (Bairo) Lebutu bildet keine zusammenhängende Siedlung, sondern setzt sich aus einzelnen Häusern und kleinen Gruppen zusammen, die entlang der Hauptstraße des Sucos Bereleu stehen und hier durch die Aldeia Lebutu führt. Da die Straße im Westen die Grenze zur benachbarten Aldeia Tataresi bildet, befinden sich hier die südlich der Straße gelegenen Gebäude des Dorfes auf dem Gebiet der Aldeia Tataresi.
Die Straße verläuft entlang eines Bergrückens. Nach Norden und Süden fällt das Land ab. Das Zentrum des Dorfes Lebutu liegt auf einer Meereshöhe von 1014 m. Westlich schließt sich als nächste Siedlung an der Straße das Dorf Berkate an. Folgt man der Straße nach Osten gelangt man zum Dorf Cairema im Suco Faturilau.
Im Westen des Dorfes Lebutu stehen die Gebäude der Zentralen Grundschule (Escola Básica Central EBC) Bereleu und der Grundschule (Escola Básica EB) Bereleu-Lebutu und im Osten das Jugendhaus des Kreuzes (Uma Cruz Jovem) Lebutu.